# Yuan Zhong
Pour les articles homonymes, voir Yuan (homonymie).
Dans ce nom chinois, le nom de famille, Yuan, précède le nom personnel.
Yuan Zhong (né le 7 décembre 1988) est un coureur cycliste chinois, spécialiste de la piste.

## Palmarès sur piste

### Championnats du monde
- Hong Kong 2017
  - 15e de la poursuite par équipes[1]

### Jeux asiatiques
- Incheon 2014
  -  Médaillé d'or de la poursuite par équipes (avec Shi Tao, Qin Chenlu et Liu Hao)

### Championnats d'Asie
- Astana 2014
  -  Champion d'Asie de poursuite par équipes (avec Shi Tao, Qin Chenlu et Shen Pingan)
  -  Médaillé d'argent de la poursuite
- New Dehli 2017
  -  Champion d'Asie de poursuite par équipes (avec Xue Saifei, Qin Chenlu et Fan Yang)

### Championnats de Chine
- 2015
  -  Champion de Chine de poursuite par équipes (avec Fan Yang, Xue Saifei et Qin Chenlu)